# Beslutningsforslag
Beslutningsforslag, forslag til folketingsbeslutning.
Beslutningsforslag fremsættes som oftest af en eller flere medlemmer af oppositionens partier, men kan dog også fremsættes af folketingsmedlemmer fra regeringspartierne eller af en minister. Et beslutningsforslag består som regel af en opfordring til regeringen om at udarbejde et lovforslag efter nogle nærmere retningslinjer, som opridses i forslaget. En regering er ikke forfatningsmæssigt forpligtet til at følge et vedtaget beslutningsforslag, men idet den risikerer et mistillidsvotum, hvis ikke den gør det, ser man yderst sjældent eksempler på, at regeringer ignorerer beslutningsforslag, som er vedtaget i Folketinget.
Beslutningsforslag behandles to gange i folketingssalen, dog enkelte gange kun én gang. I mellemtiden behandles beslutningsforslaget i det relevante stående udvalg. Hvis en minister stiller et beslutningsforslag, kaldes det et regeringsforslag. Andre forslag kaldes private forslag. 
Beslutningsforslagene benævnes B efterfulgt af et nummer – f.eks. B 97 – Forslag til folketingsbeslutning om at friholde personer på barselorlov fra kontanthjælpsloftet. Nummeret indikerer, at det er forslag nr. 97 i den pågældende folketingssamling – i dette tilfælde samlingen 2006/2007.